# مارتین فیپس
مارتین فیپس (به انگلیسی: Martin Phipps؛ زادهٔ ۱ اوت ۱۹۶۸) آهنگساز اهل بریتانیا است.
از معروفترین فیلم‌ها یا مجموعه‌های تلویزیونی که وی در آن‌ها نقش داشته‌است، می‌توان به مجموعه های تلویزیونی جنگ و صلح ، تاج (فصل سوم و چهارم)، پیکی بلایندرز (فصل اول) ، آرزوهای بزرگ و ویکتوریا (آهنگساز موسیقی تم) و آهنگسازی در فیلم های چون زن طلایی پوش به همراه هانس زیمر ، عواقب و هری براون اشاره نمود.